# Cataratas Coulonge
Las Cataratas Coulonge (en francés: Chutes Coulonge) es un parque de recreación sin fines de lucro y zona de exposición de explotación histórica en Mansfield-et-Pontefract, en el Municipio regional del condado de Pontiac al oeste de Quebec, al este de Canadá. Su principal atractivo son las caídas de agua de 42 metros (138 pies) del río Coulonge y un tobogán de cemento de 100 metros (330 pies) de largo.
Las Cataratas y Garganta del río Coulonge disfrutan de una considerable popularidad entre los turistas, excursionistas y ciclistas por desempeñar un papel muy importante en la reinvención del ecoturismo en un área que ya no es capaz de sobrevivir con la extracción de recursos solamente.